# 朱秉柎
秦順王朱秉柎（？—？），明朝第十代秦王秦宣王朱懷埢的祖父，秦端王朱惟燫的父親。他在何年受封輔國將軍已經不可考，而在何年去世也不詳。
後來，秦宣王朱懷埢在嘉靖二十七年（1548年）因秦定王朱惟焯無子而嗣封秦王，就追封他為秦王，諡號順。

## 子女
- 庶長子：朱惟熜[1]
- 子：朱惟燫，封奉國將軍，後追封秦端王